# Binangun (Lasem)
Binangun is een bestuurslaag in het regentschap Rembang van de provincie Midden-Java, Indonesië. Binangun telt 1613 inwoners (volkstelling 2010).